# جي آر هيلدبراند
جي آر هيلدبراند (بالإنجليزية:  J.R. Hildebrand)‏ مواليد 3 يناير 1988 في ساوساليتو، هو سائق فورملا 1 أمريكي.

## سباقات شارك فيها
- سلسلة إندي كار
- إنديانابوليس 500

## وصلات خارجية
- الموقع الرسمي